# Långgölen (Tofteryds socken, Småland)
Långgölen är en sjö i Vaggeryds kommun i Småland och ingår i Lagans huvudavrinningsområde.